# Ontario Motor Speedway
Ontario Motor Speedway var en racerbana utanför Ontario i Kalifornien i USA, bestående av en 2,5 mile (4,02 km) lång oval med 9 ° banking i kurvorna, samt en bana på innerplan avsedd för formel 1, men världsmästerskapet kom aldrig dit. Banan var en replika av Indianapolis Motor Speedway och stod i bruk mellan 1970 och 1980. Under den tiden anordnade banan Ontario 500, som vid tidpunkten var ett av flera 500-miletävlingar för formelbilar. Banan arrangerade även Nascar Winston Cup mellan 1971 och 1980. Den tog hela 140 000 åskådare

## Historia
Ontario började byggas 1968 och stod klar 1970. Banan var avsedd för både ovaltävlingar och formel 1, men ovalen kom att dominera under banans tio aktiva år. Ontario fick låna en tegelsten från Indianapolis Motor Speedway att ha i sin vinnarcirkel. Banan var bredare än IMS och hade bankade innerkurvor, vilket gjorde snittfarterna de högsta i Indycars USAC-serie. Banan hamnade efter 10 år i finansiella problem, och tvingades till konkurs, vilket ledde till att den var tvingad att stängas efter 1980 års racingsäsong. Marken såldes 1981 till Chevron Land Management Company som samma år rev anläggningen och anlade bostäder, kontor och butiker på området.